# Termas das Caldeiras da Ribeira Grande

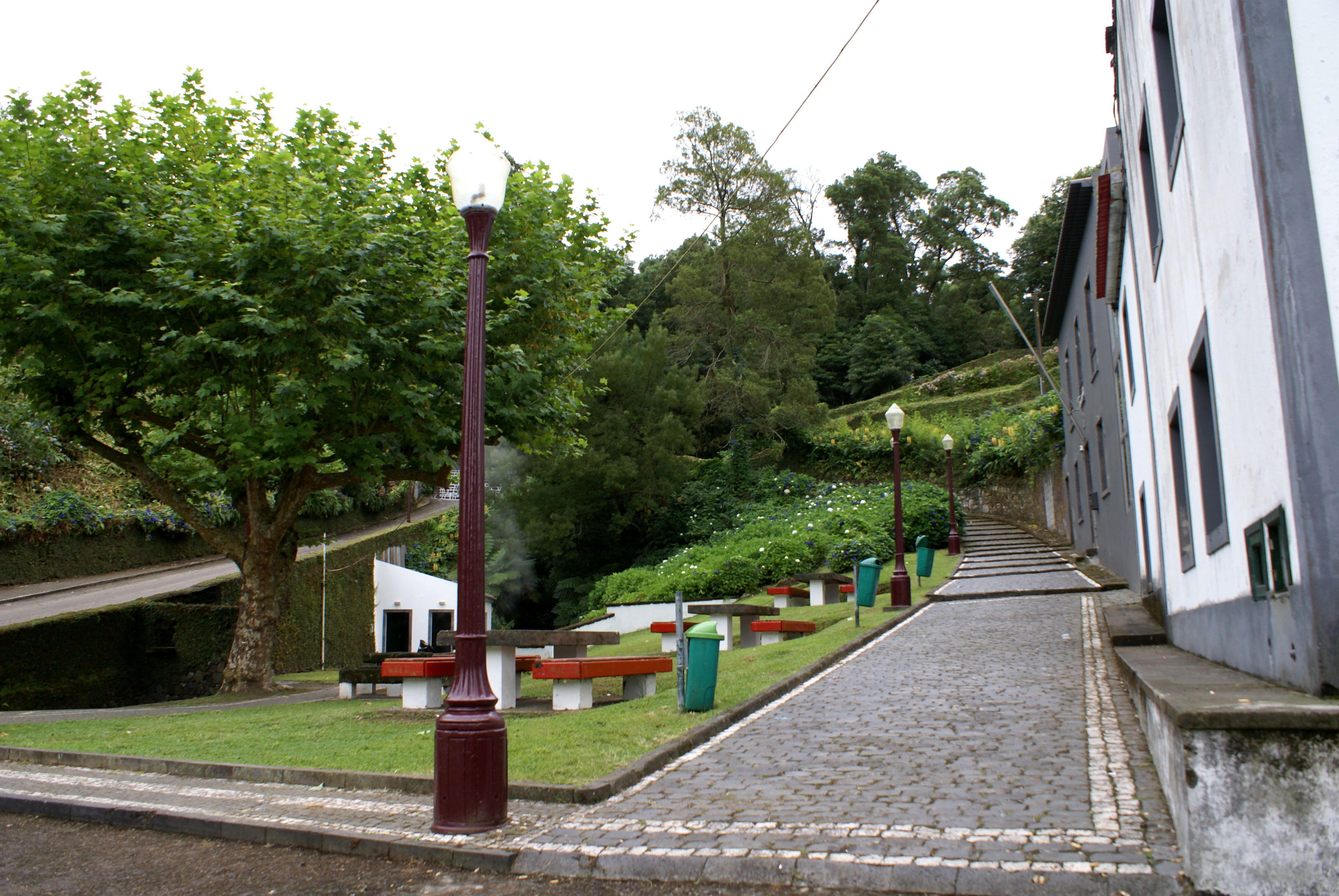
Termas da Ribeira Grande, parte do conjunto termal.

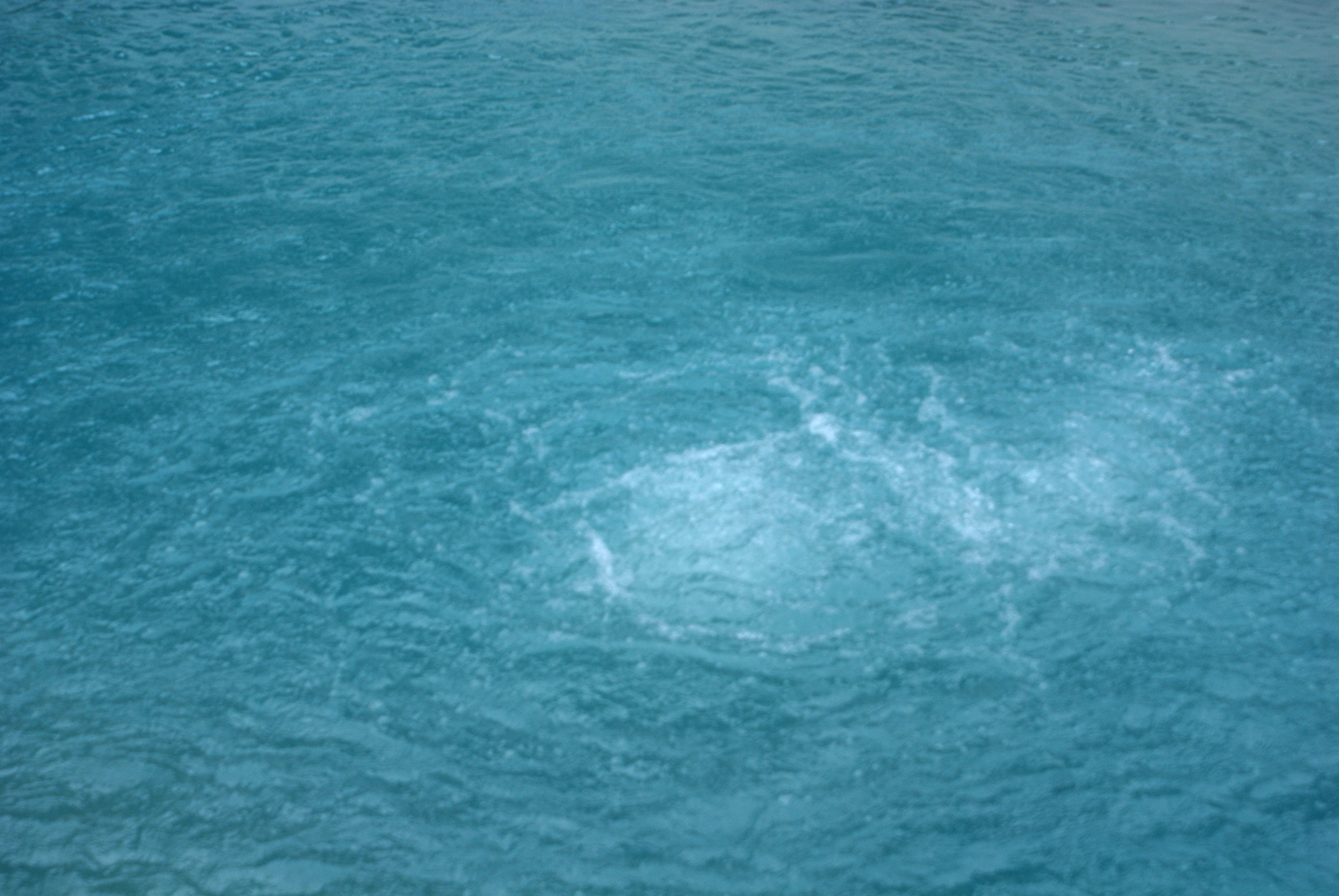
Termas da Ribeira Grande, tanque.

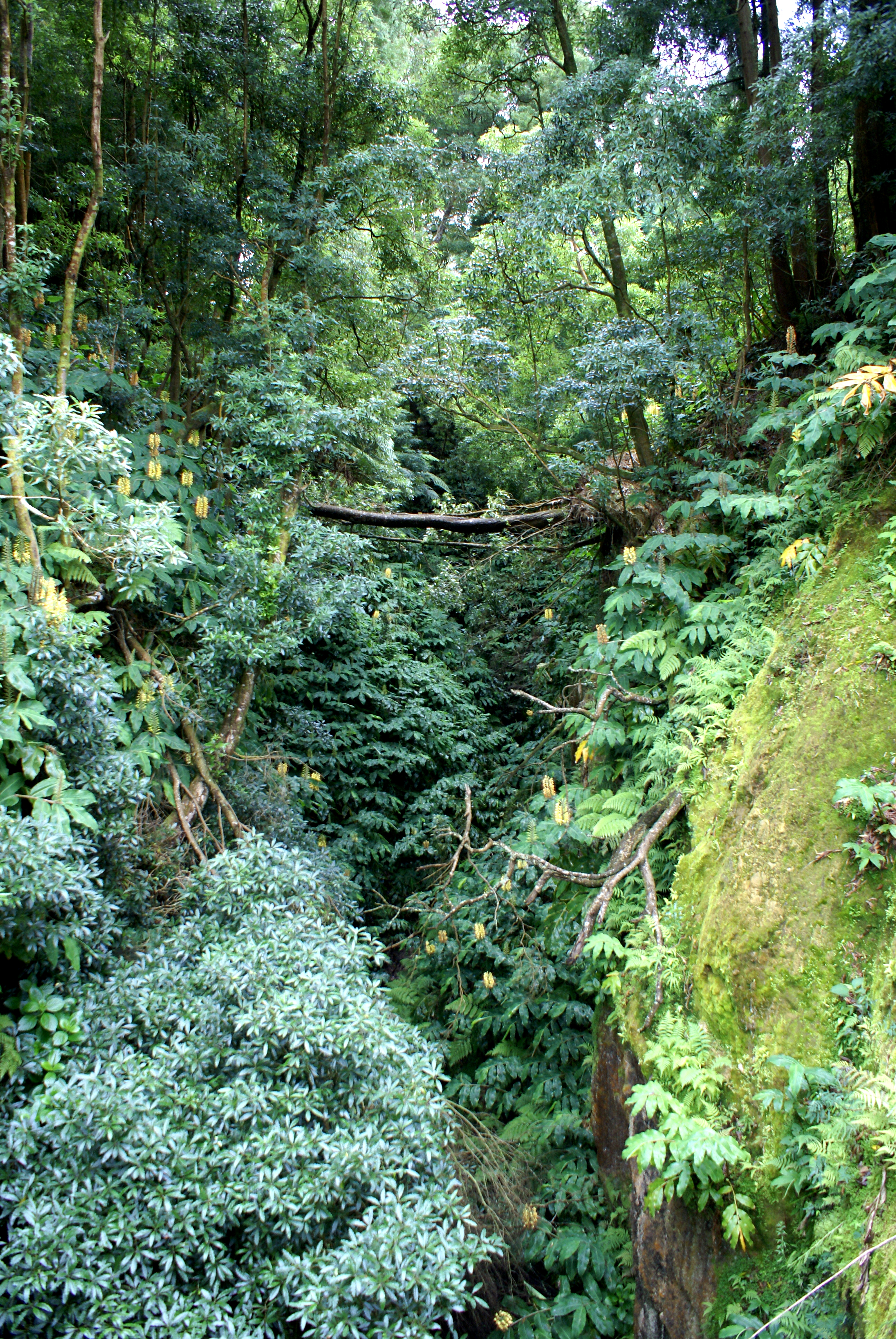
Termas da Ribeira Grande, paisagem envolvente.

As Termas das Caldeiras da Ribeira Grande (Ribeira Grande) são um conjunto termal localizado no interior da ilha de São Miguel no concelho da Ribeira Grande tendo como data de construção o século XIX.
Apresentam-se como um conjunto paisagístico formado num vale atravessado por uma ribeira e envolvido por vegetação cuja cobertura vegetal é rica e povoada por espécies típicas das florestas da Laurissilva.
A vegetação foi usada, tanto quanto possível para fazer bardos e delimitações nos espaços públicos e também nos privados dando assim forma a espaços íntimos que contribuem para a envolvência das construções que se vêem assim num ambiente peculiar.
Estas termas são formadas por um conjunto de edifícios alinhados ao longo de uma via de comunicação que atravessa e por outros dispersos nas encostas próximas.
Na zona central do vale encontra-se uma caldeira de águas ferventes de grandes dimensões, cujas águas em tons azul claro estão em continua ebulição com a consequente desgasificação para o meio ambiente.
No edifício termal do século XIX e no outro lado da via, existe uma "fumarola" junto à qual foi construído de três tanques de pedra para receberem água quente natural e grelhadores para refeições ao ar livre.
No ponto mais elevado deste conjunto arquitectónico existe uma ermida que foi rodeada de um adro, local de onde é possível avistar todo o conjunto termal.
Neste local existem casas de habitação que na sua maioria tem de um ou dois pisos.
As construções existentes foram edificadas em alvenaria de pedra rebocada e pintada a branco. A cobertura das mesmas é feita a telha de meia-cana com telhão na cumeeira.
Os espaços públicos foram requalificados e têm uma presença marcante na paisagem.
No edifício principal das termas é possível ler-se a inscrição: "1811". No frontão da ermida: "1850". Numa das casas habitadas lê-se a inscrição: "1879".